# Morpho transiens
Morpho transiens är en fjärilsart som beskrevs av Le Moult 1933. Morpho transiens ingår i släktet Morpho och familjen praktfjärilar. Inga underarter finns listade i Catalogue of Life.